# Bazarnes
Bazarnes es una localidad y comuna francesa situada en la región de Borgoña, departamento de Yonne, en el distrito de Auxerre y cantón de Vermenton.

## Geografía
Bazarnes se encuentra en la orilla izquierda del río Yonne, 2 km aguas arriba de la desembocadura del río Cure. El canal de Nivernais, paralelo al Yonne, facilita actualmente el turismo fluvial. La principal carretera de acceso es la D100, que sigue el valle del río.

## Demografía
| 487 | 487 | 517 | 559 | 596 | 596 | 617 | 555 | 594 | 613 | 609 | 604 | 585 | 605 | 603 | 583 | 534 | 517 | 501 | 470 | 387 | 413 | 366 | 341 | 381 | 360 | 410 | 410 | 357 | 395 | 383 | 357 | 405 | 400 |
| Para los censos de 1962 a 1999 la población legal corresponde a la población sin duplicidades (Fuente: INSEE [Consultar]) |     |     |     |     |     |     |     |     |     |     |     |     |     |     |     |     |     |     |     |     |     |     |     |     |     |     |     |     |     |     |     |     |     |